# Korçë (district)
Korçë (Albanees: Rrethi i Korçës) is een van de 36 districten van Albanië. Het heeft 194.000 inwoners (in 2004) en een oppervlakte van 1752 km². Het district ligt in het zuidoosten van het land in de prefectuur Korçë. De hoofdstad van het district is Korçë.
In het noorden grenst het district aan het district Pogradec en aan Noord-Macedonië, in het oosten aan het Griekse departement Florina, in het zuidoosten aan het Albanese district Devoll, in het zuidwesten aan de districten Kolonjë en Përmet en in het westen aan de districten Gramsh en Skrapar.

## Gemeenten
Het district Korçë telt 16 gemeenten, waarvan twee steden (bashkia), waarin in totaal 152 dorpen (fshatra) liggen.
- Drenovë
- Gorë
- Korçë (stad)
- Lekas
- Libonik
- Maliq (stad)
- Moglicë
- Mollaj
- Pirg
- Pojan
- Pustec (tot 2013 Liqenas)[4]
- Qendër Bulgarec
- Vithkuq
- Voskop
- Voskopojë
- Vreshtas

## Bevolking
In het district wonen Macedonische, Griekse en Aroemeense gemeenschappen.
In de periode 1995-2001 had het district een vruchtbaarheidscijfer van 2,07 kinderen per vrouw, hetgeen lager was dan het nationale gemiddelde van 2,47 kinderen per vrouw.
Berat · Bulqizë · Delvinë · Devoll · Dibër · Durrës · Ëlbasan · Fier · Gjirokastër · Gramsh · Has · Kavajë · Kolonjë · Korçë · Krujë · Kuçovë · Kukës · Kurbin · Lezhë · Librazhd · Lushnjë · Malësi e Madhe · Mallakastër · Mat · Mirditë · Peqin · Përmet · Pogradec · Pukë · Sarandë · Skrapar · Shkodër · Tepelenë · Tirana · Tropojë · Vlorë